# Гойя (премия, 2006)
XX-я церемония вручения кинопремии «Гойя» прошла в Мадриде во Дворце конгрессов 29 января 2006 года. Режиссёр церемонии — Фернандо Мендес Лейте. Ведущие — Конча Веласко и Антонио Ресинес.

## Лучший фильм
Тайная жизнь слов / La vida secreta de las palabras  (режиссёр Изабель Койшет)
Также номинировались:
- Семь девственниц / 7 vírgenes (режиссёр Альберто Родригес)
- Обаба / Obaba (режиссёр Мончо Армендарис)
- Принцессы / Princesas (режиссёр Фернандо Леон де Араноа)

## Лучший режиссёр
Изабель Койшет (за «Тайная жизнь слов» / La vida secreta de las palabras)
Также номинировались:
- Альберто Родригес (за «Семь девственниц» / 7 vírgenes)
- Бенито Самбрано (за «Гавана-блюз» / Habana Blues)
- Мончо Армендарис (за «Обаба» / Obaba)

## Лучший режиссёрский дебют
Хосе Корбачо и Хуан Крус (за «Закуски» / Tapas)
Также номинировались:
- Асьер Альтуна и Тельмо Эсналь (за «Привет, Эчебесте» / Aupa Etxebeste!)
- Гильем Моралес (за «Незнакомый жилец» / El habitante incierto)
- Сантьяго Табернеро (за «Жизнь и цвет» / Vida y color)

## Лучшая мужская роль
Оскар Хаэнада (за роль в фильме «Камарон» / Camarón)
Также номинировались:
- Хуан Хосе Бальеста (за роль в фильме «Семь девственниц» / 7 vírgenes)
- Эдуард Фернандес (за роль в фильме «Метод Грёнхольма» / El método)
- Мануэль Александре (за роль в фильме «Эльса и Фред» / Elsa y Fred)

## Лучшая женская роль
Кандела Пенья (за роль в фильме «Принцессы» / Princesas)
Также номинировались:
- Адриана Осорес (за роль в фильме «Героин» / Heroína)
- Натали Поса (за роль в фильме «Плохие времена» / Malas temporadas)
- Эмма Виларасау (за роль в фильме «Чтобы не забыть» / Para que no me olvides)

## Лучшая мужская роль второго плана
Кармело Гомес (за роль в фильме «Метод Грёнхольма» / El método)
Также номинировались:
- Энрике Вильен (за роль в фильме «Нинетте» / Ninette)
- Фернандо Гильен (за роль в фильме «Придут другие времена» / Otros días vendrán)
- Хавьер Камара (за роль в фильме «Тайная жизнь слов» / La vida secreta de las palabras)

## Лучшая женская роль второго плана
Эльвира Мингес (за роль в фильме «Закуски» / Tapas)
Также номинировались:
- Вероника Санчес (за роль в фильме «Камарон» / Camarón)
- Пилар Лопес де Айала (за роль в фильме «Обаба» / Obaba)
- Марта Этура (за роль в фильме «Не забывай меня» / Para que no me olvides)

## Лучший мужской актёрский дебют
Хесус Карроса (за роль в фильме «Семь девственниц» / 7 vírgenes)
Также номинировались:
- Пабло Эчарри (за роль в фильме «Метод Грёнхольма» / El método)
- Луис Кальехо (за роль в фильме «Принцессы» / Princesas)
- Алекс Гонсалес (за роль в фильме «Второй раунд» / Segundo asalto)

## Лучший женский актёрский дебют
Микаэла Неварес (за роль в фильме «Принцессы» / Princesas)
Также номинировались:
- Исабель Ампудия (за роль в фильме «15 дней с тобой» / 15 días contigo)
- Альба Родригес (за роль в фильме «Семь девственниц» / 7 vírgenes)
- Барбара Ленни (за роль в фильме «Обаба» / Obaba)

## Лучший оригинальный сценарий
Изабель Койшет («Тайная жизнь слов» / La vida secreta de las palabras)
Также номинировались:
- Альберто Родригес, Рафаэль Кобос («Семь девственниц» / 7 vírgenes)
- Эдуард Кортес, Пити Эспаньол («Придут другие времена» / Otros días vendrán)
- Фернандо Леон де Араноа («Принцессы» / Princesas)

## Лучший адаптированный сценарий
Марсело Пиньейро, Матео Хиль («Метод Грёнхольма» / El método)
Также номинировались:
- Роберто Сантьяго («Самый долгий в мире пенальти» / El penalti más largo del mundo)
- Хосе Луис Гарси, Орасио Валькарсель («Нинетте» / Ninette)
- Мончо Армендарис («Обаба» / Obaba)

## Лучший монтаж
Фернандо Пардо («Гавана-блюз» / Habana Blues)
Также номинировались:
- Иван Аледо («Метод Грёнхольма» / El método)
- Хулия Хуанис («Иберия» / Iberia)
- Мигель Гонсалес-Синде («Нинетте» / Ninette)

## Лучший звук
Карлос Бонмати, Альфонсо Пино, Пелайо Гутьеррес («Обаба» / Obaba)
Также номинировались:
- Эладио Регеро, Давид Кальеха («Имена Алисии» / Los nombres de Alicia)
- Мигель Рехас, Мигель Анхель Бермудес («Нинетте» / Ninette)
- Мигель Рехас, Альфонсо Рапосо, Поло Аледо («Принцессы» / Princesas)

## Лучшая музыка
Хуан Антонио Лейва, Хосе Луис Гарридо, Экис Альфонсо, Даян Абад, Дессемер Буэно, Кики Феррер, Келвис Очоа («Гавана-блюз» / Habana Blues)
Также номинировались:
- Роке Баньос («Хрупкие» / Frágiles)
- Эва Ганседо («Ночь брата» / La noche del hermano)
- Пабло Сервантес («Нинетте» / Ninette)

## Лучшая песня
Me llaman Calle, Ману Чао (из фильма «Принцессы» / Princesas)
Также номинировались:
- Llora por tus miserias, Марио Гаитан (из фильма «Багдадский рэп» / Bagdad Rap)
- Los malos amores, Эва Ганседо и Ямиль (из фильма «Ночь брата» / La noche del hermano)
- Laura, Дани Мартин (из фильма «Синфин, возвращение рока» / Sinfin, el retorno del rock)

## Лучшая операторская работа
Хосе Луис Лопес-Линарес («Иберия» / Iberia)
Также номинировались:
- Рауль Перес Куберо («Нинетте» / Ninette)
- Хавьер Агирресаробе («Обаба» / Obaba)
- Хосе Луис Алькайне («Придут другие времена» / Otros días vendrán)

## Лучшие спецэффекты
Давид Марти, Монце Рибе, Феликс Кордон, Феликс Берхес, Рафаэль Солорсано («Хрупкие» / Frágiles)
Также номинировались:
- Хуан Рамон Молина, Пабло Нуньес, Ана Нуньес, Антонио Охеда, Карлос Мартинес («Ключи от независимости» / Las llaves de la independencia)
- Рейес Абадес, Чема Ремача, Альберто Эстебан, Пабло Уррутиа («Обаба» / Obaba)
- Рейес Абадес, Карлос Лосано, Альберто Эстебан, Пабло Нуньес, Ана Нуньес («Король в Гаване» / Un rey en La Habana)

## Лучший продюсер
Эстер Гарсия («Тайная жизнь слов» / La vida secreta de las palabras)
Также номинировались:
- Эрнесто Чао, Эдуардо Сантана («Гавана-блюз» / Habana Blues)
- Тино Понт («Камарон» / Camarón)
- Пуй Ориа («Обаба» / Obaba)

## Лучшая работа художника
Хиль Паррондо («Нинетте» / Ninette)
Также номинировались:
- Хулио Эстебан, Хулио Торресилья («Обаба» / Obaba)
- Феликс Мурсия, Федерико Камберо («Не забывай меня» / Para que no me olvides)
- Марта Бласко («Второй раунд» / Segundo asalto)

## Лучшие костюмы
Мария Хосе Иглесиас («Камарон» / Camarón)
Также номинировались:
- Дженти Иэйтс («Царство небесное» / Kingdom of Heaven)
- Соня Гранде («Муравьи во рту» / Hormigas en la boca)
- Бина Дайхелер («Принцессы» / Princesas)

## Лучший грим
Романа Гонсалес, Хосефа Моралес («Камарон» / Camarón)
Также номинировались:
- Хорхе Эрнандес, Фермин Галан («С пылу, с жару» / El calentito)
- Паильетте, Анни Марандин («Великолепная четверка» / Les Dalton)
- Карлос Эрнандес, Хосефа Моралес («Принцессы» / Princesas)

## Лучший мультипликационный фильм
Сон в ночь на Сан Хуан / El sueño de una noche de San Juan  (реж. Анхель де ла Крус, Маноло Гомес)
Также номинировались:
- Гисаку / Gisaku (реж. Балтасар Педроса)

## Лучший документальный фильм
Кинематографисты против магнатов / Cineastas contra magnates (реж. Карлос Бенпар)
Также номинировались:
- Иберия / Iberia (реж. Карлос Саура)
- Тринадцать на тысячу / Trece entre mil (реж. Иньяки Артета)
- Двадцать лет — ничто / Veinte años no es nada (реж. Хоакин Хорда)

## Лучший иностранный фильм на испанском языке
Освещённые огнём / Iluminados por el fuego (Тристан Бауер, Аргентина)
Также номинировались:
- Альма-матер / Alma mater (Альваро Буэла, Уругвай)
- Мой лучший враг / Mi mejor enemigo (Алекс Боуэн, Чили)
- Росарио Тихерас / Rosario Tijeras (Эмилио Байлье, Колумбия)

## Лучший европейский фильм
Матч пойнт / Match Point (Вуди Аллен, Великобритания)
Также номинировались:
- Бункер / Der Untergang (Оливер Хиршбигель, Германия)
- Хористы / Les choristes (Кристоф Барратье, Франция)
- Преданный садовник / The constant gardener (Фернандо Мейрельес, Великобритания)

## Лучший короткометражный фильм
Колыбельная / Nana (реж. Хосе Хавьер Родригес Мелькон)
Также номинировались:
- Золотая бутса / Bota de oro (реж. Хосе Луис Баринго, Рамон Таррес Регуант)
- Экзаменатор / El examinador (реж. Хосе Антонио Пахарес Альмейда)
- Чужак / El intruso (реж. Давид Кановас)
- Хиджаб / Hiyab (реж. Хави Сала)

## Лучший короткометражный мультипликационный фильм
Тадео Джонс / Tadeo Jones (реж. Энрике Гато)
Также номинировались:
- Слепая курица / La gallina ciega (реж. Исабель Эргера)
- Легенда о пугалах / La leyenda del espantapájaros (реж. Маркос Бесас)
- Свет надежды / La luz de la esperanza (реж. Рикардо Пуэртас)
- Зерно воспоминания / Semilla del recuerdo (реж. Ренато Рольдан)

## Лучший короткометражный документальный фильм
В колыбели из воздуха / En la cuna del aire (реж. Родольфо Монтеро де Паласио)
Также номинировались:
- Кастилия и Леон — наследие человечества / Castilla y León, patrimonio de la humanidad [реж. Антонио Гомес-Рико)
- Ненюре / Nenyure (реж. Хорхе Риверо)

## Премия «Гойя» за заслуги
- Педро Масо (режиссёр, продюсер, сценарист)